# Cardenal anyil de front lila
El cardenal anyil de front lila o passerell blau (Passerina cyanea) és una espècie d'ocell de la família dels cardinàlids (Cardinalidae) que habita boscos decidus i poc espessos, arbusts i conreus del sud-est del Canadà, meitat oriental dels Estats Units i cap al sud-oest fins al sud-est de Califòrnia. Passa l'hivern a les Bahames, Antilles, sud de Mèxic i Amèrica Central